# Juan Carlos Cárdenas
Juan Carlos Cárdenas (Santiago del Estero, 25 de julio de 1945-Buenos Aires, 30 de marzo de 2022), apodado el Chango, fue un futbolista y entrenador argentino que se desempeñaba como delantero. Es recordado por haber convertido el gol más importante en la historia del Racing Club, que lo consagró campeón mundial en 1967.
Comenzó jugando en Unión Santiago, de su ciudad natal, antes de llegar al Racing Club en 1960. Formaría parte del plantel campeón de los torneos de 1961 y 1966. Antes de consolidarse en el equipo fue prestado a Nueva Chicago en 1963. 
En 1967 ganó la Copa Libertadores con el famoso equipo de Juan José Pizzuti. Ese mismo año, disputó la Copa Intercontinental, en la cual convirtió el gol del empate contra el Celtic Football Club en el partido de vuelta. Forzó un desempate en el estadio Centenario, conocido como la Batalla de Montevideo, en donde convirtió el gol que consagró al Racing Club como campeón del mundo. A menudo, esta anotación es considerada como la más importante en la historia del fútbol argentino, dada la magnitud que provocó el triunfo de Racing en la sociedad de su país.
Durante 1972 y 1975, jugó para los clubes mexicanos Puebla y Veracruz respectivamente. En 1976 regresó al Racing Club para ponerle punto final a su carrera.
Falleció el 30 de marzo de 2022 a la edad de 76 años. El 1 de abril de ese año, Racing Club homenajeó a Cárdenas, luciendo una camiseta especial en un partido contra Sarmiento. Por otra parte, en el estadio Único Madre de Ciudades, en su natal Santiago del Estero, se colocó una placa y una calle en su honor.

## Trayectoria como jugador

### Racing Club

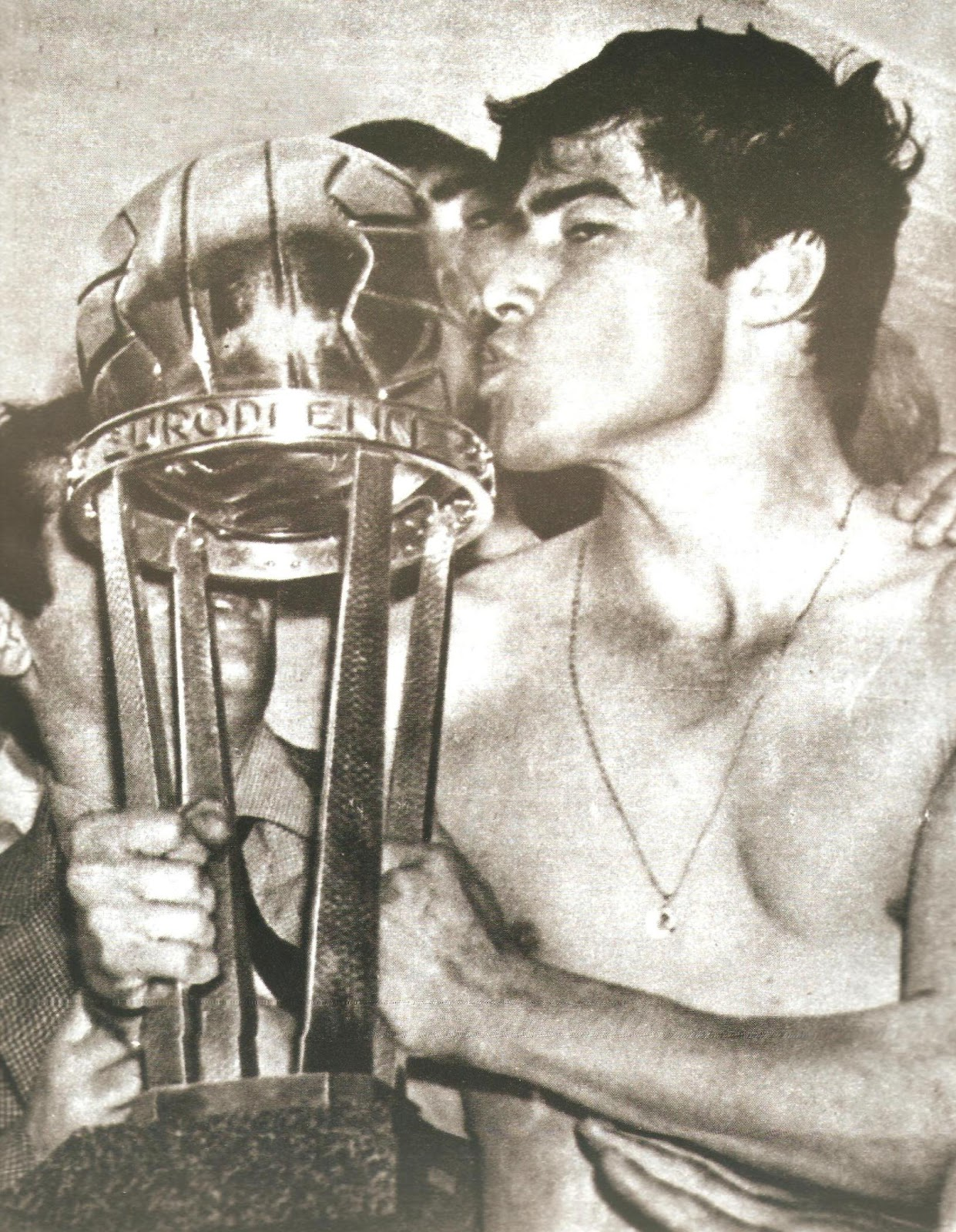
Mítica fotografía de Cárdenas besando la Copa Intercontinental que obtuvo con el Racing Club en 1967.

Comenzó jugando en su ciudad natal, Santiago del Estero. A los 13 años, se convirtió en hincha del Racing Club por influencia de un vecino aficionado al equipo. Después de pasar un tiempo en Unión de Santiago, llamó la atención de varios clubes importantes durante los campeonatos provinciales argentinos.
En 1962, con apenas 16 años, Cárdenas se unió al Racing Club, donde impresionó al técnico Saúl Ongaro y rápidamente se ganó un lugar en el equipo. Durante su primera temporada, fue apodado «Chango» por Oreste Osmar Corbatta, en referencia a su origen santiagueño. Después de una breve cesión en Nueva Chicago en 1963, regresó al Racing Club en 1964, consolidándose como parte fundamental del equipo.
Bajo la dirección de Juan José Pizzuti, su excompañero de equipo, Cárdenas alcanzó su pleno potencial. Contribuyó al éxito del Racing Club, incluida la conquista del Campeonato Argentino en 1966, donde jugó 36 de 38 partidos y convirtió 7 goles en el torneo. Su participación destacada continuó en la Copa Libertadores 1967, jugando 17 encuentros de 20 y aportando 7 goles.
En la final de la Copa Intercontinental contra el Celtic Football Club de Glasgow, su actuación fue determinante para asegurar la victoria del Racing Club y obtener el título. En el partido de vuelta, disputado en el Cilindro, Racing remontó 2 a 1, a través de los goles de Norberto Raffo y el Chango, que marcó el gol de la victoria para igualar la serie global.

#### Su gol más famoso

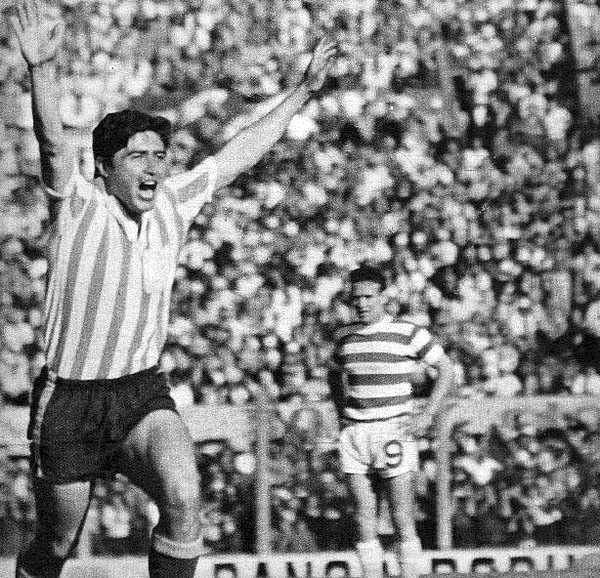
El Chango festeja su gol contra el Celtic en el Estadio Centenario.

El 4 de noviembre de 1967 se jugó el partido de desempate de la Copa Intercontinental. El ambiente tenso del estadio Centenario de Montevideo, Uruguay, fue testigo de un enfrentamiento cargado de intensidad y violencia, resultado de los enfrentamientos anteriores. Las numerosas infracciones llevaron a la intervención policial en varias ocasiones. Con cinco expulsiones, tres para Racing y dos para Celtic, y numerosas controversias sobre el arbitraje de Rodolfo Pérez Osorio, el partido fue un espectáculo lleno de polémicas.
En medio de esta atmósfera enrarecida, a los 55 minutos de juego, surgió un momento de claridad para Racing Club. Una combinación precisa entre João Cardoso y Juan José Rodríguez desbarató la defensa del Celtic, permitiendo a Cárdenas recibir un pase de Juan Carlos Rulli. Con pasos calculados, Cárdenas colocó la pelota antes de soltar un zapatazo con su pierna izquierda, dejando sin respuesta al arquero John Fallon y desatando la euforia en las filas de Racing. Fue un hito que selló la consagración de Racing Club como campeón del mundo por primera vez en su historia. Después de convertir la histórica anotación, el futbolista fue a abrazarse con el entrenador Juan José Pizzuti.
A pesar de las especulaciones sobre el origen del gol, Cárdenas desmintió las voces que sugerían instrucciones de Maschio. Para él, fue la precisión y no la fuerza lo que guio su disparo. La trascendencia de esta hazaña quedó patente cuando, 50 años después, Cárdenas regresó al Centenario para celebrar el hito. A los 72 años, recordaba con emoción el apoyo de los hinchada, una imagen grabada en su memoria para siempre.
En 2017, en conmemoración a los 50 años de dicha hazaña, Lisandro López, otro de los más grandes ídolos de Racing Club, imitó la jugada de gol para un video subido a las redes sociales de la Academia.

### Otros rumbos
En 1972 se fue a México para jugar primero en los Camoteros del Puebla pero por no llegar a un acuerdo contractual con la directiva camotera, hizo tratos posteriormente con los Tiburones Rojos de Veracruz durante la temporada 1974-75 en donde demostró su capacidad goleadora, llegando inclusive a ser líder de goleo por varias jornadas. 
Regresó a jugar con los Camoteros, pero volvió en 1976 a su patria para jugar con Racing Club, el club de sus amores, para ponerle fin a su carrera futbolística. Como dato, es uno de los pocos futbolistas en su historia, en haber atajado un penal sin ser arquero, el 22 de agosto de 1971 contra Rosario Central. En total, jugó 297 partidos y convirtió 89 goles para el Racing Club.

## Trayectoria como entrenador
Como director técnico, dirigió a Lamadrid, ascendiéndolo de categoría D a la categoría C. Después tomaría rumbo por Deportivo Armenio y All Boys, sin tanto éxito. Trabajando para las divisiones inferiores de Racing junto al Bocha Maschio, recomendó a Primera División un jugador de alto nivel que posteriormente tendría una gran trayectoria en el club: Diego Milito.
- 1983 General Lamadrid
- 1984 Deportivo Armenio
- 1986-87 All Boys
- ? Racing Club (divisiones juveniles)

## Clubes
| Club                   | País      | Temporadas  |
| ---------------------- | --------- | ----------- |
| Unión (SdE)            | Argentina | 1960        |
| Racing Club            | Argentina | 1961        |
| Nueva Chicago (Cedido) | Argentina | 1963        |
| Racing Club            | Argentina | 1964 - 1972 |
| Puebla                 | México    | 1972–1975   |
| Veracruz               | México    | 1975–1976   |
| Racing Club            | Argentina | 1976        |

## Palmarés

### Campeonatos nacionales
| Torneo           | Club        | País      | Año  |
| ---------------- | ----------- | --------- | ---- |
| Primera División | Racing Club | Argentina | 1961 |
| Primera División | Racing Club | Argentina | 1966 |

### Campeonatos internacionales
| Torneo                | Club        | País    | Año  |
| --------------------- | ----------- | ------- | ---- |
| Copa Libertadores     | Racing Club | Chile   | 1967 |
| Copa Intercontinental | Racing Club | Uruguay | 1967 |

### Distinciones individuales
| Distinción                                                             | Año  |
| ---------------------------------------------------------------------- | ---- |
| Máximo Goleador de la Copa Intercontinental                            | 1967 |
| Nombrado Personalidad Destacada del Deporte por la Legislatura Porteña | 2014 |